# Émile Souvestre

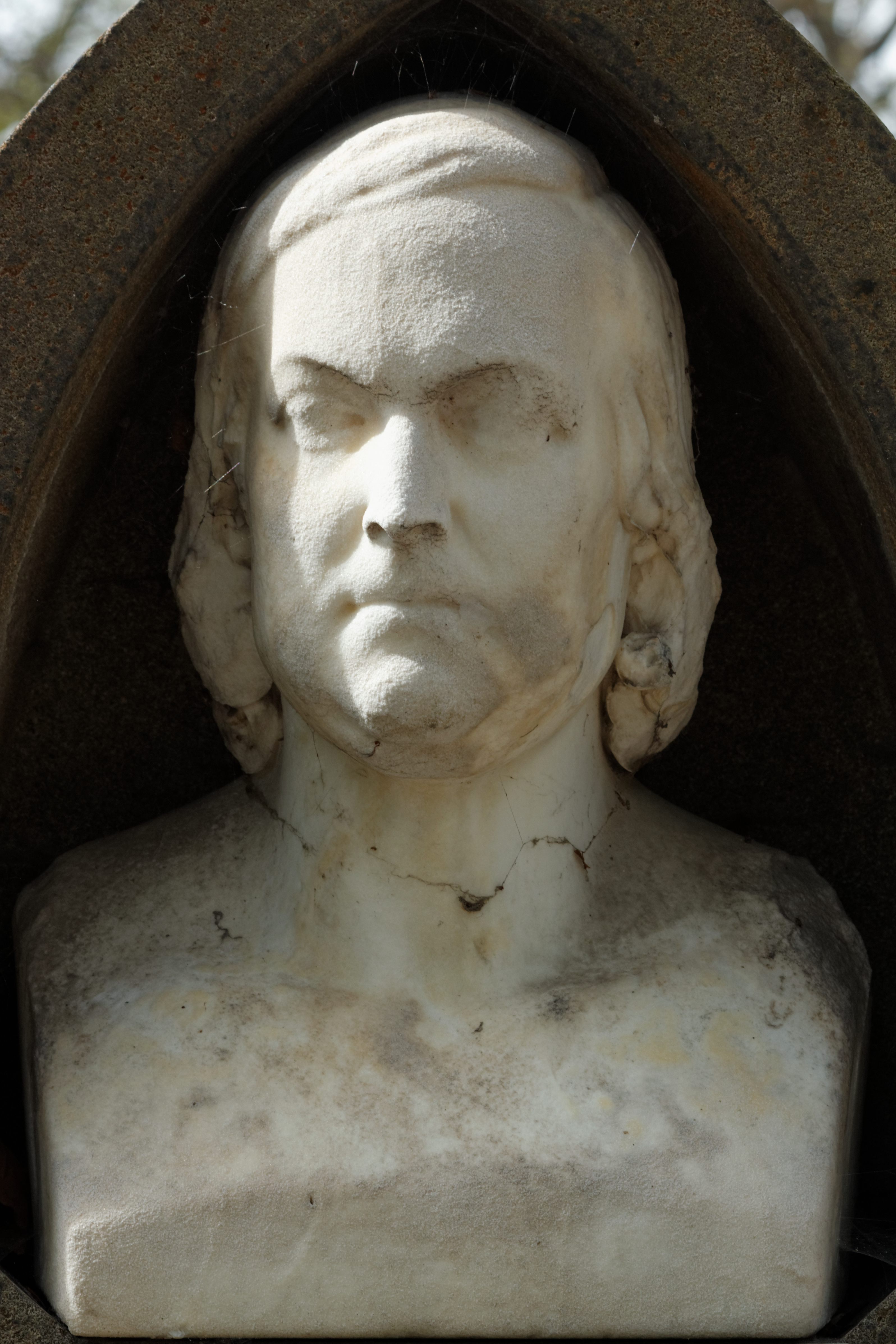
Detall del bust d'Émile Souvestre a la seva tomba

Émile Souvestre (Montroulez, Finisterre 1806 - París, 1854) fou un escriptor bretó en llengua francesa. Era fill d'un enginyer civil. Va estudiar dret a Roazhon, va fer de mestre i venedor de llibres fins que es va instal·lar a París el 1838, on fou mestre de funcionaris civils. Allí va escriure les peces folklòriques Les derniers bretons (1835-1837), La Bretagne Pittoresque (1845) i Le foyer breton (1844), endemés de nombrosos drames romàntics, com Le siege de Missolonghi (1828). Fou un dels primers a difondre, bé que en francès, antigues tradicions bretones.

## Obres

### Assaigs
- Au bout du monde, estudi sobre la colonització francesa, 1865.

### Obres bretones
- Les derniers Bretons
- En Bretagne
- L'Échelle de femmes
- Le Foyer breton

### Obres morals
- La Goutte d'eau
- Le Monde tel qu'il sera, 1846, considerada una de les primeres obres de ciència-ficció en francès.

### Recull de novel·les
- Les Clairières
- Contes et nouvelles

### Teatre
- Charlotte et Werther
- Les Deux Camusots
- Un Homme grave
- Le Mousse
- Le Siège de Missolonghi

### Altres escrits i obres no classificades
- Les Anges du foyer
- Au bord du lac
- Causeries historiques et littéraires
- Les derniers paysans
- Deux misères
- Les drames parisiens
- En famille
- En quarantaine
- Histoires d'autrefois
- L'homme et l'argent
- La lune de miel
- Le mât de cocagne
- Le mémorial de famille
- Le mendiant de Saint-Roch
- Le pasteur d'hommes
- Les péchés de jeunesse
- Pendant la moisson
- Pierre et Jean
- Récits et souvenirs
- Les réprouvés et les élus
- Riche et pauvre
- Le roi du monde
- Scènes de la chouannerie
- Scènes de la vie intime
- Scènes et récits des Alpes
- Les soirées de Meudon
- Sous les filets
- Sous les ombrages
- Souvenirs d'un Bas-Breton
- Souvenirs d'un vieillard, la dernière étape
- Sur la pelouse
- Théâtre de la jeunesse
- Trois femmes